# Andrea Wolfer
Andrea Wolfer (Zúric, 16 de desembre de 1987) va ser una ciclista suïssa que fou professional del 2006 al 2008. Va combinar la carretera amb el ciclisme en pista i el ciclocròs.
És filla del també ciclista Bruno Wolfer.

## Palmarès en pista
- 2005
  -  Campiona del món júnior en Puntuació
- 2007
  -  Campiona de Suïssa en Òmnium
- 2008
  -  Campiona de Suïssa en Òmnium
- 2009
  -  Campiona de Suïssa en Òmnium
- 2012
  -  Campiona de Suïssa en Òmnium

## Palmarès en ruta
- 2005
  -  Campiona de Suïssa júnior en ruta
- 2011
  - 1a al Gran Premi Cham-Hagendorn